# Willi Wirth
Willi Wirth (* 15. September 1938; † 23. Mai 2022 in Oberwiesenthal) war ein deutscher Skispringer.

## Werdegang
Der für den ASK Vorwärts Brotterode startende Oberwiesenthaler Wirth gehörte sieben Jahre lang der DDR-Nationalmannschaft der Skispringer an.
Er nahm in der Saison 1960/61 sowie 1961/62 an der Vierschanzentournee teil. Während er bei der ersten Teilnahme nach einem 20. Platz in Obersdorf, zwei 13. Plätzen in Garmisch-Partenkirchen und Innsbruck sowie dem 17. Rang in Bischofshofen in der Gesamtwertung 13. wurde, nahm er in der Folgesaison ebenso wie die anderen DDR-Springer aufgrund der damaligen politischen Situation lediglich an den Springen auf österreichischem Boden teil. Dort beendete er die Wettkämpfe als 28. in Innsbruck und als 20. in Bischofshofen.
Wenige Tage später belegte er beim Ausscheidungsspringen in Oberwiesenthal für die Weltmeisterschaft 1962 einen 2. Platz hinter Helmut Recknagel. Bei den Nordischen Skiwettkämpfen in ihrer vierten Auflage am 3. und 4. März desselben Jahres, die ein Vorläufer des zu dieser Zeit noch nicht existierenden Weltcups waren und 1962 letztmals ausgetragen wurden, belegte er in einer nur aus DDR- sowie polnischen und tschechoslowakischen Teilnehmern bestehenden Konkurrenz auf der Aschbergschanze Rang drei hinter Dietmar Klemm und Reiner Brettschneider.
Sein Sprung bei der 10. Deutschen Meisterschaft am 8. Februar 1958 in Lauscha ist Teil der DEFA-Produktion Der Augenzeuge 1959.
Nach der Karriere erlitt Wirth im Alter von erst 38 Jahren einen Herzinfarkt, dem zwei Jahrzehnte später ein weiterer folgen sollte.

## Erfolge

### Vierschanzentournee-Platzierungen
| Saison  | Platz | Punkte |
| ------- | ----- | ------ |
| 1958/59 | 29.   | 734,9  |
| 1960/61 | 13.   | 818,3  |
| 1961/62 | 67.   | 394,3  |